# 2010年亚洲运动会东帝汶代表团
2010年亚洲运动会东帝汶代表团派出了29名运动员参赛，其中男运动员21人，女运动员8人。他们参与了田径、沙滩排球、拳击、山地自行车、空手道、跆拳道、乒乓球、举重8个大项的比赛。本次亚运会是东帝汶第三次参加亚运会比赛，没有获得奖牌。